# Ralf Lau
Ralf Lau est un joueur d'échecs allemand né le 19 octobre 1959 à Brême.

## Biographie et carrière
Ralf Lau finit deuxième du championnat d'Allemagne d'échecs en 1978 (derrière Luděk Pachman) et 1987 (à égalité de points avec le vainqueur Vlastimil Hort), puis troisième en 1989.
Maître international en 1982, il a remporté le tournoi de Budapest en 1985 et 1986 et reçu le titre de grand maître international en 1986.
Ralf Lau a représenté l'Allemagne du championnat du monde d'échecs par équipes de 1985 (au quatrième échiquier), de trois olympiades entre 1984 et 1988 (il jouait au deuxième échiquier en 1986) ainsi que du championnats d'Europe par équipe de 1983).
Avec l'Allemagne, il remporta la Coupe Mitropa en 1984 (médaille d'or par équipe et médaille d'or individuelle au troisième échiquier avec 4,5 points marqués en cinq parties), deux fois la médaille d'argent par équipe (en 1983 et 1988) et une fois la médaille de bronze par équipe (en 1978, il jouait au premier échiquier).
Avec le club d'échecs de Solingen, il a remporté la Coupe d'Europe des clubs d'échecs en 1990 et été finaliste de la coupe d'Europe en 1992.